# Emdenia
Emdenia is een geslacht van kevers uit de familie bladkevers (Chrysomelidae).
De wetenschappelijke naam van het geslacht werd in 1915 gepubliceerd door Spaeth.

## Soorten
- Emdenia maxima (Blackburn, 1896)